# Clube de Criação de São Paulo
O Clube de Criação de São Paulo (CCSP) foi criado em 1975 por publicitários de São Paulo, tendo como primeiro presidente José Zaragoza. Tem o intuito de registrar em seu anuário as peças mais criativas feitas pela publicidade no ano. As categorias são (até 2005): TV e Cinema, Revista, Jornal, Outdoor, Rádio, Internet e Material Promocional/Design. Os prêmios são dividos em Grand Prix (prêmio máximo), Ouro, Prata e Bronze. O júri é eleito pelos sócios do Clube.
Seguindo o mesmo modelo, foram criados clubes em outros estados, como o CCRJ, o CCPR (do Paraná) e o CCVP (do Vale do Paraíba).